# Carduus nervosus
Carduus nervosus là một loài thực vật có hoa trong họ Cúc. Loài này được K.Koch mô tả khoa học đầu tiên năm 1843.